# Tamara Horacek
Tamara Horacek (Požega, 5 de novembro de 1995) é uma handebolista profissional francesa-croata, medalhista olímpica.

## Carreira
Tamara Horacek fez parte do elenco medalha de prata na Rio 2016. Nos Jogos Olímpicos de Verão de 2024, em Paris, conquistou a medalha de prata no torneio feminino do handebol, após confronto na final contra a equipe norueguesa.